# 오키노스촌
오키노스촌(沖洲村)은 도쿠시마현 묘도군에 있던 촌이다. 
1926년 4월 1일, 도쿠시마시에 편입해 현재는 도쿠시마시 오키노스 지역이 되었다.

## 지리
도쿠시마현 동쪽 해안, 요시노강 삼각주 최하류부에 위치했다.

## 역사
- 1889년 10월 1일 - 정촌제 시행에 수반해 오키노스촌이 성립하였다.
- 1926년 4월 1일 - 도쿠시마시에 편입해 소멸하였다.